# Bright Sheng
Bright Sheng (en chinois : 盛宗亮 ; pinyin : Shèng Zōngliàng ; né le 6 décembre 1955 à Shanghai, Chine) est un compositeur, chef d'orchestre et pianiste sino-américain. 

## Biographie
Bright Sheng vit aux États-Unis depuis 1982 et enseigne la composition à l'Université du Michigan. En 1999, en l'honneur du Premier ministre Chinois Zhu Rongji, la Maison-Blanche lui a commandé une composition, présentée lors d'un dîner d'État donné par Bill Clinton. En novembre 2001, il reçoit le prix MacArthur. Il est le premier compositeur en résidence du New York City Ballet.
Les œuvres de Bright Sheng ont été jouées par les plus grands orchestres nord-américains, ainsi que de nombreux orchestres européens et asiatiques, notamment l'orchestre Philharmonique de New York, l'Orchestre symphonique de Boston, l'Orchestre symphonique de Chicago, l'Orchestre de Philadelphie, l'Orchestre symphonique de Seattle, l'Orchestre de Paris, l'Orchestre royal du Concertgebouw, l'Orchestre philharmonique de Tokyo, et l'Orchestre symphonique national de Chine. 
Parmi les plus remarquables interprètes de Bright Sheng figurent Leonard Bernstein, Yo-Yo Ma, Peter Serkin, Kurt Masur, Emanuel Ax, Leonard Slatkin, Robert Spano, David Zinman et Neeme Järvi. Les plus importants professeurs de Bright Sheng ont été Leonard Bernstein et Chou Wen-chung.
La seconde syllabe du nom de Sheng, Liang, se traduit par « lumière » ou « brillant ». Ceci explique pourquoi il a pris Bright comme prénom anglais.[réf. nécessaire]

## Compositions (sélection)
- Never Far Away, concerto pour harpe, création mondiale en 2008, par Yolanda Kondonassis et le Symphonique de San Diego
- Nankin! Nankin!, thrène sur le massacre de Nankin
- Red Silk Dance
- Madame Mao, commandé par et créé par l'Opéra de Santa Fe en 2003
- China Dreams
- La Rivière d'Argent (1997), opéra créé à Santa Fe, Nouveau-Mexique
- Quatre Mouvements pour trio avec piano
- La Chanson de Majnun
- Sept des Airs Entendus en Chine, pour violoncelle seul
- Le Rossignol et la rose